# Platerosia albipennis
Platerosia albipennis är en fjärilsart som beskrevs av W. Warren 1907. Platerosia albipennis ingår i släktet Platerosia och familjen Uraniidae. Inga underarter finns listade i Catalogue of Life.